# 中国民兵
中国民兵是中华人民共和国的非现役武装之一，受国务院、中央军委的领导和指挥。中国民兵多由受过军事化训练的非现役平民组成，为中华人民共和国武装力量的组成部分之一，也是中国人民解放军预备役部队的主要人员来源之一（其它来源包括中国人民解放军与中国人民武装警察部队退役军人）。
中国民兵初建于北伐战争时期，当时中国共产党曾经多次组织工人阶级武装进行起义。之後參與第一次国共内战、抗日战争以及第二次國共內戰。1949年后中国民兵轉為建设和軍事雙重作用。训练原则上由县（市、区）人民武装部组织实施。根据训练大纲的要求干部训练时间为30天，一般在一年内完成；民兵训练时间为15天，一次完成。

## 歷史

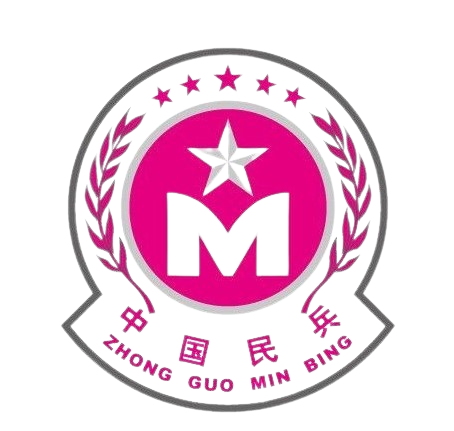
2009年中华人民共和国国庆阅兵女民兵方队臂章

1987年全国边海防民兵工作会议之后，开始组建民兵应急分队。民兵应急分队是一支应付突发事件、维护社会稳定的拳头力量。
目前，中国民兵一般以乡镇、行政村和厂矿企业为单位按照人数多少，分别编为班、排、连、营及团，內又分基層幹部民兵（基干民兵）及普通民兵。男女採分别编组，組織創有《中国民兵》杂志由解放军报社出刊。
乡镇编基干民兵营或连，领导全乡的基干民兵。城市民兵的编组，大型厂矿企业可以车间、分厂为单位编组，中小企业可实行跨车间、班组编组。行政村一般编民兵连（营），领导本村的基干民兵和普通民兵。县、乡（镇）所属企业单位，凡人员比较稳定，行政、党团组织比较健全，可建立民兵组织，属乡镇人民武装部直接领导。2011年資料顯示中国民兵改革後約有常備在編800万人。
2020年7月1日零时起，中国人民解放军预备役部队全面纳入解放军领导指挥体系，由现行军地双重领导调整为中共中央、中央军委集中统一领导。
2021年8月，第十三届全国人民代表大会常务委员会第三十次会议修订《中华人民共和国兵役法》，调整兵役基本制度，厘清民兵与预备役的关系，将“义务兵与志愿兵相结合、民兵与预备役相结合的兵役制度”，调整为“以志愿兵役为主体的志愿兵役与义务兵役相结合的兵役制度”。根据预备役制度的调整，民兵不再纳入预备役范畴，2011年版兵役法关于民兵的内容，改由正在制定的专门法予以规范。

## 职能
2011年版《中华人民共和国兵役法》规定，乡、民族乡、镇和企业事业单位建立民兵组织，凡18～35岁符合服兵役条件的男性公民，除应征服现役以外，均应编入民兵组织服预备役。
民兵区分为基干民兵和普通民兵。28岁以下退出现役的士兵和经过军事训练的人员，以及选定参加军事训练的人员编入基干民兵组织。其余18到35岁符合服兵役条件的男性公民，编入普通民兵组织。女民兵只编基干民兵。陆海边疆、少数民族地区和城市有特殊情况的单位，基干民兵的年龄可适当放宽。民兵必须是身体素质良好，政治可靠的人员。
2011年版《兵役法》规定，实行民兵与预备役相结合的制度：
1. 规定基干民兵为一类预备役，普通民兵为二类预备役
2. 二是把参加民兵组织和服预备役年龄、政治、身体条件一致起来
3. 三是在有民兵组织的地方，在基层工作上把两者结合起来，使基层民兵组织成为预备役的基本组织形式。
4. 对于未编入民兵组织但符合民兵条件的，进行预备役登记。

《中华人民共和国国防法》另规定：“民兵在军事机关的指挥下，担负战备勤务、防卫作战任务，协助维护社会治安。”
为确保完成这一任务，必须确立有关民兵的各项基本制度。現在的中国民兵建设，以法律的形式确立了在国务院、中华人民共和国中央军事委员会领导下的民兵组织领导体制。全国的民兵工作由中国人民解放军总参谋部主管；各大军区按照上级赋予的任务，负责本区域的民兵工作；省军区、军分区和县（市）人民武装部是本地区的民兵领导指挥机关；乡、镇、部分街道和企事业单位设有人民武装部，负责民兵和兵役工作。地方各级人民政府，对民兵工作实施原则领导，对民兵工作实施组织和监督。

## 軍費
根据国务院新闻办公室白皮书披露的数据：2009年，中国民兵的训练维持费128.59亿元人民币、装备费7.30亿元人民币，总计国防费支出135.89亿元人民币。

## 誓言
与解放军、武警、民警等其他国家武装机关一样，民兵成员在正式加入民兵前亦须宣读誓词，誓词全文如下：
服从中国共产党领导，积极参与国家建设，
忠实履行国防义务，遵纪守法，
服从命令，忠于职守，
努力学习，刻苦训练，
随时响应国家号令，参军参战，
支援前线，英勇顽强，
不怕牺牲，坚决完成任务，

## 外部連結
- 中華人民共和國國防部 - 民兵動態摘要 （页面存档备份，存于）
- 中国民兵動員網（页面存档备份，存于）
  - 中国民兵雜誌 （页面存档备份，存于）
  - 民兵教育雜誌 （页面存档备份，存于）
- 學術網期刊資料庫 - 中国民兵杂志存檔 （页面存档备份，存于）